# Eduard Pergner
Eduard Pergner (určitou dobu vystupoval pod pseudonymem Boris Janíček; 19. prosince 1935 Sobotka – 30. března 2001 Praha) byl český textař a scenárista, otec moderátorky, zpěvačky a herečky Terezy Pergnerové a Borise Pergnera.

## Život
Mládí prožil s matkou v Lužné u Rakovníka, kam se vracel i v dalších letech. Vystudoval sochařství na Vysoké škole uměleckoprůmyslové v Praze. Na Kladně pracoval v dolech a v roce 1960 stál u zrodu divadélka Quo vadis v Kladně (autor písní byl hudebník Vít Fiala), kde byl také autorem všech divadelních her, po zásahu cenzury byla činnost divadla ukončena v roce 1962. Poté působil v Praze. Od roku 1972 psal písňové texty pod pseudonymem Boris Janíček. Písně s jeho texty zpívali např. Michal David, Jitka Zelenková, Karel Gott, Petr Spálený nebo Michal Penk. Mezi nejznámější z jím otextovaných písní patří např. Ty mi smíš i lhát, Josefína nebo Děti ráje.
Kromě divadelních her byl autorem námětů a scenáristou filmů, např. Strašidla z vikýře, Discopříběh a Discopříběh 2. V dalších filmech vystupoval v menších rolích, případně napsal texty písní. Je pohřbený v Rakovníku.